# Conwy Lloyd Morgan

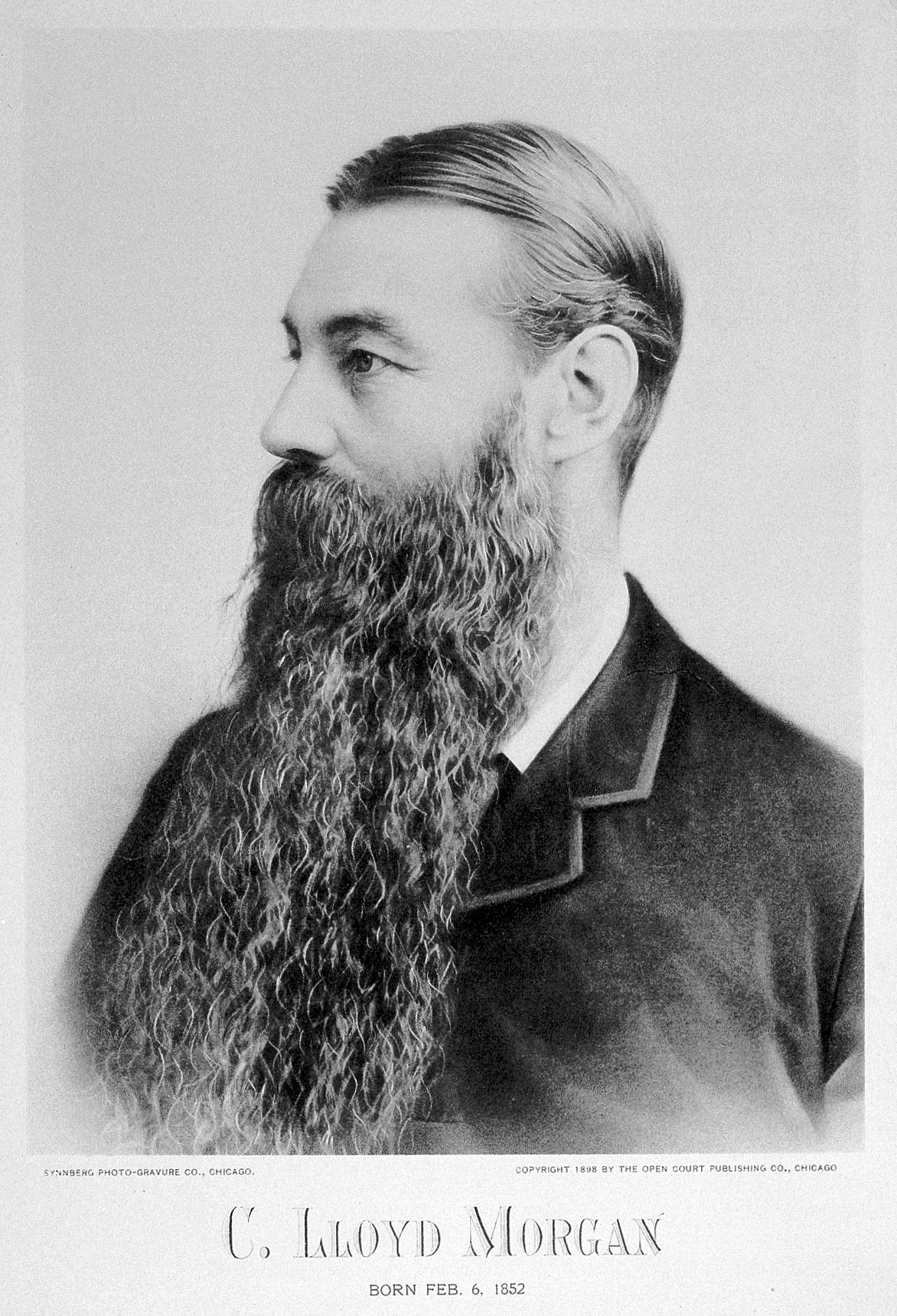
C. Lloyd Morgan. (1898)

Conwy Lloyd Morgan (* 6. Februar 1852 in London; † 6. März 1936 in Hastings) war ein britischer Zoologe und Psychologe und gilt als Begründer der experimentellen Tierpsychologie und Ethologie. Er ist heute insbesondere für seinen als Morgans Kanon (Morgan's Canon) bezeichneten Lehrsatz bekannt.

## Leben
Nach seinem Studium am Royal College of Science in London bei Thomas Huxley ging er von 1878 bis 1884 nach Südafrika, um an einem College in Rondebosch zu lehren. 1884 erhielt er am University College in Bristol eine Professur für Zoologie und Geologie, von 1911 bis 1919 war er an dieser Universität Professor für Psychologie und Ethik. Einer seiner Schüler war Reginald Innes Pocock.

## Werk

### Vergleichende Psychologie und Ethologie
Morgan gilt neben George Romanes als einer der Gründerväter der vergleichenden Psychologie und Ethologie. Wie Romanes suchte auch Morgan nach einer Methode gesicherte Aussagen über die geistigen Vermögen von Tieren machen zu können und sich damit von bloßen Laienbeschreibungen abzuheben. In Morgans früher Kritik an Romanes betrachtet er dessen Forschungsansatz als unwissenschaftliche Naturgeschichtsschreibung und einer Sammlung von meist subjektiven und anthropomorphen Darstellungen und Anekdoten. Morgan selbst strebt zunächst eine rein empirische Erforschung der physiologisch erklärbaren Vermögen von Tieren an, da nur diese verlässliche Ergebnisse liefert. In seinen späteren Arbeiten beschäftigte er sich zunehmend mit dem Problem des Fremdpsychischen, also dem Problem, dass uns jeder direkte Zugriff auf die geistigen Vermögen anderer verschlossen ist. Um diese dennoch erfassen zu können, entwickelte Morgan eine von ihm als doppelt-induktiv bezeichnete Methodologie, die experimentelle Ansätze mit der aus der Human-Psychologie entlehnten Selbstbeobachtung verband. Ausgangspunkt der Forschung war somit das beobachtbare Verhalten von Tieren, von dem Rückschlüsse auf deren geistige Vermögen anhand eines Analogieschlusses gezogen werden sollten. Dabei stellte eine allzu rasche und ungesicherte Zuschreibung menschlicher Eigenschaften bei Tieren eine Gefahr dar. Sein berühmter Kanon ist Ausdruck dieses Problembewusstseins.

#### Morgans Kanon
Mit seinem Kanon rief Morgan zur allgemeinen Vorsicht auf, keine vorschnellen und ungesicherten Zuschreibungen menschlicher Eigenschaften bei Tieren zu machen. Der Kanon findet sich erstmals in seinem 1894 veröffentlichten Werk An Introduction to Comparative Psychology. Üblicherweise wird Morgans erste Formulierung des Textes als Morgans Kanon herangezogen, obwohl sich verschiedene Formulierungsvarianten in seinem Werk finden, die sich in verschiedener Hinsicht unterscheiden:

„In no case may we interpret an action as the outcome of the exercise of a higher mental faculty, if it can be interpreted as the exercise of one which stands lower in the psychological scale. (Deutsch: In keinem Fall sollten wir eine Handlung als das Ergebnis der Ausübung eines höheren geistigen Vermögens interpretieren, wenn sie auch als das Ergebnis eines in der geistigen Skala weiter unten stehenden geistigen Vermögens interpretiert werden kann.)“

Dem Kanon folgend ist bei der Interpretation tierlichen Verhaltens zu prüfen, ob es auch mit Bezug auf niedrigere geistige Vermögen erklärbar ist. Mit Blick auf die Beobachtungen seines Hundes, der im Stande ist eine Gartentür zu öffnen, wendet Morgan seinen Kanon selbst an und hebt beispielsweise hervor, dass das auf den ersten Blick einsichtige Verhalten des Hundes (höheres geistiges Vermögen) nach längerer Studie auch als Versuch-und-Irrtum-Lernen (niedrigeres geistiges Vermögen) erklärt werden kann.

### Emergenz
Gemeinsam mit dem englischen Philosophen Samuel Alexander brachte Morgan die Theorie einer emergenten Entwicklung (emergent evolution) hervor, nach der Bewusstseinsbildung ein evolutionäres Phänomen ist, das sich organisch nicht hinreichend erklären lasse. Denn die Evolution ist einerseits eine Reihe kontinuierlicher Steigerungen, die durch die Resultate (resultant) gesichert bleiben. Andererseits entstehen in der Evolution ganz neue Gesetzmäßigkeiten und Entwicklungsreihen, die durch die Emergenz (emergent), nämlich durch das Aufsteigende herbeigeführt werden. Morgans Emergenz-Theorie beeinflusste Thorstein Veblens Theorie der sozio-ökonomischen Entwicklung.

## Rezeption

### Morgans Kanon
Morgans Kanon gilt bis heute als der am häufigsten zitierte Satz in der Geschichte der Tierpsychologie. In der Regel wird er als Prinzip der Sparsamkeit oder Einfachheit aufgefasst oder als Variante von Ockhams Rasiermesser verstanden, angewandt auf die vergleichende Psychologie. Es gibt jedoch auch Auffassungen, die diese Auslegungen insgesamt als Missinterpretationen erachten und hervorheben, dass sich Morgan in seinen Texten selbst explizit gegen solche Deutungen gewendet hat.
Dem Kanon zufolge soll ein tierliches Verhalten nicht mit einem höheren geistigen Vermögen erklärt werden, wenn es auch mit einem geringeren erklärt werden kann. Eine häufig geäußerte Kritik bezieht sich auf diese Skala verschiedener Vermögen, denn es herrscht weitestgehend Uneinigkeit darüber, was unter höheren und niedrigeren geistigen Vermögen verstanden werden kann. Einige Autoren bemängeln, dass Morgan gar keine solche psychologische Skala formuliert, nach der Prozesse klar als höher oder niedriger eingestuft werden können und der gesamte Kanon somit unbrauchbar sei. Andere betonen, dass Morgan gerade in seiner Auseinandersetzung mit Romanes eine solche Skala vier verschiedener, hierarchisierter Vermögen entwickelt hat, auf die er dann mit seinem Kanon Bezug nimmt. Eine andere Kritik richtet sich darauf, dass eine solche Skala nicht sinnvoll zu begründen sei und auch eine spätere Formulierung Morgans, die auf evolutionäre Entwicklungen für die Bildung einer solchen Skala zielt, ist diesbezüglich nicht hilfreich, da evolutionäre Entwicklung nicht linear ist. Andererseits gibt es Bemühungen an dem Kanon festzuhalten und ihn unter Berücksichtigung der wissenschaftlichen Entwicklungen innerhalb der vergleichenden Verhaltensforschung zu überarbeiten. Eine Kritik an dieser Debatte hingegen hebt hervor, dass von den meisten Autoren der Kontext von Morgans Forschungsprogramm völlig außer Acht gelassen und so nur ein einzelner aus dem Kontext gerissener Satz diskutiert wird. Eine aus dieser Verkürzung resultierende, zu strenge Auslegung des Kanons fordert, dass bei der Interpretation tierlichen Verhaltens gänzlich auf geistige Vermögen zu Gunsten eines Reiz-Reaktions-Modells verzichtet werden soll. Dies mündete in den 1950er Jahren im radikalen Behaviorismus.

## Werke
- Animal Life and Intelligence. 1890.
- An Introduction to Comparative Psychology. 1894.
- Emergent Evolution. Williams & Norgate, London 1923.
- Autobiography of C. Lloyd Morgan. In: C. A. Murchison (Hrsg.): A History of Psychology in Autobiography. Band II. Clark University Press, Worcester 1932, S. 237–264.
- The Emergence of Novelity. 1933.
- The Law of Psychogenesis. Mind (N. S.) 1(1892), 72 – 93